# Перетоки (Львовская область)
Перетоки (укр. Перетоки) — село в Сокальской городской общине Шептицкого района Львовской области Украины.
Население по переписи 2001 года составляло 862 человека. Занимает площадь 2,065 км². Почтовый индекс — 80024. Телефонный код — 3257.